# Pression magnétique
En électromagnétisme, la pression magnétique désigne une quantité associée au champ magnétique, s'apparentant dans certaines situations à une force de pression, d'où son nom.

## Contexte
La pression magnétique apparaît en magnétohydrodynamique, quand on écrit la version idoine de l'équation d'Euler, c'est-à-dire l'équivalent du principe fondamental de la dynamique appliqué à un élément de fluide soumis à un champ magnétique. L'écriture du membre de droite, décrivant les différentes forces s'exerçant sur l'élément de fluide considéré, inclut la force de Lorentz, faisant intervenir le courant électrique circulant dans le fluide. En utilisant l'équation de Maxwell-Ampère, il est alors possible de relier le courant au champ magnétique. Le tout donne alors naissance à deux termes, l'un correspondant à un gradient, et l'autre appelé tension magnétique. Un terme de gradient de l'équation d'Euler correspondant à des forces de pression, son argument trouvé ici s'appelle naturellement pression magnétique, puisque ne dépendant que du champ magnétique.

## Formule
La pression magnétique PB est donnée par la formule
{\displaystyle P_{\rm {B}}={\frac {B^{2}}{2\mu _{0}}}={\frac {F}{S}}},
où B représente l'intensité du champ magnétique, exprimée en teslas et μ0 la perméabilité du vide.
F représente la force magnétique et S la section

## Quelques situations d'utilisation
La pression magnétique est susceptible de générer des contraintes mécaniques importantes au sein d'un câble électrique, au point d'être en mesure de le rompre.
Elle intervient aussi dans le problème de la propagation des ondes dans un milieu partiellement ionisé, et détermine la vitesse à laquelle certains types d'ondes, les ondes d'Alfvén s'y propagent, la vitesse correspondante étant appelée vitesse d'Alfvén.
En relativité générale, la pression magnétique correspond également à une forme de densité d'énergie, et est donc susceptible d'avoir une influence gravitationnelle, comme toute forme d'énergie.